# Elisa Cobañea
Elisa Cobañea, född 20 maj 1966, är en argentinsk friidrottare. Hon deltog vid olympiska sommarspelen 2000.